# Ribnjačka
Ribnjačka falu Horvátországban Belovár-Bilogora megyében. Közigazgatásilag Nagypisznicéhez tartozik.

## Fekvése
Belovár központjától légvonalban 19, közúton 27 km-re keletre, községközpontjától légvonalban 10, közúton 17 km-re északra a Bilo-hegység déli lejtőin, a Ribnačica-patak partján fekszik.

## Története
Területe már ősidők óta lakott. Ribnjačka ókori történetéről mesél az az egyedülálló kelta éremlelet, melyet 1941 júniusában talált egy itteni parasztember Andrija Šogorić. Šogorić a falutól kétszáz méterre egy hegyoldali mélyúton házának megerősítéséhez ásott vályogot, amikor egy, a feje felett levő nagyobb darabba vágta csákányát. Abban a pillanatban sötétbarnára színeződött felületű ezüstpénzek szóródtak szét előtte. Šogorić és nővére mintegy száz darabot szedett össze belőlük. Néhány darabot rokon gyerekek kaptak emlékbe, majd ezután a lelet egy zsákban hevert egészen 1953-ig. 1952-ben Belováron bukkant fel belőlük egy darab, mely sejtetni engedte, hogy az érme egy nagyobb lelet része. Egy belovári orvos dr. Vladimir Liščić a nyomokon elindulva végül 1953 őszén jutott el a leletig, melyből 78 darabot sikerült megvásárolni. Ebből 50 darab a zágrábi régészeti múzeumba került, a többit gyűjtők szerezték meg. A lelet finom ezüstből vert tetradrachmákból állt, melyek szokatlanul jó minőségben maradtak fenn. Bizonyos, hogy nagyon rövid ideig voltak forgalomban. Később még nyolc darab került elő különböző gyűjtőktől, így ma a leletnek 86 darabja ismert.
A falu területe a 17. századtól népesült be, amikor a török által elpusztított, kihalt területre folyamatosan telepítették be a keresztény lakosságot. 1774-ben az első katonai felmérés térképén „Dorf Ribniachka” néven találjuk. A település katonai közigazgatás idején a szentgyörgyvári ezredhez tartozott. Lipszky János 1808-ban Budán kiadott repertóriumában „Ribnyachka” néven szerepel. Nagy Lajos 1829-ben kiadott művében „Ribnyachka” néven 35 házzal, 76 katolikus és 122 ortodox vallású lakossal találjuk.
A katonai közigazgatás megszüntetése után Magyar Királyságon belül Horvát–Szlavónország részeként, Belovár-Kőrös vármegye Belovári járásának része volt. 1857-ben 153, 1910-ben 509 lakosa volt. 1910-ben a népszámlálás adatai szerint lakosságának 57%-a horvát, 41%-a szerb anyanyelvű volt. 1918-ban az új szerb-horvát-szlovén állam, majd később Jugoszlávia része lett. 1941 és 1945 között a németbarát Független Horvát Államhoz, majd a háború után a szocialista Jugoszláviához tartozott. 1991-től a független Horvátország része. 1991-ben lakosságának 63%-a horvát, 19%-a szerb nemzetiségű volt. 2011-ben 154 lakosa volt, akik főként mezőgazdasággal foglalkoztak.

## Lakossága
| Lakosság változása | Lakosság változása | Lakosság változása | Lakosság változása | Lakosság változása | Lakosság változása | Lakosság változása | Lakosság változása | Lakosság változása | Lakosság változása | Lakosság változása | Lakosság változása | Lakosság változása | Lakosság változása | Lakosság változása | Lakosság változása |
| ------------------ | ------------------ | ------------------ | ------------------ | ------------------ | ------------------ | ------------------ | ------------------ | ------------------ | ------------------ | ------------------ | ------------------ | ------------------ | ------------------ | ------------------ | ------------------ |
| 1857               | 1869               | 1880               | 1890               | 1900               | 1910               | 1921               | 1931               | 1948               | 1953               | 1961               | 1971               | 1981               | 1991               | 2001               | 2011               |
| 153                | 188                | 163                | 300                | 383                | 509                | 554                | 603                | 462                | 493                | 450                | 374                | 279                | 222                | 184                | 154                |

## Nevezetességei
- Szent Lukács evangélista tiszteletére szentelt pravoszláv kápolnája 1722-ben épült. A II. világháború idején teljesen megsemmisült. A mai kápolna alapkövét 1978. április 16-án szentelték meg. Az építés 2006-ban fejeződött be, felszentelése 2006. július 18-án történt.
- Páduai Szent Antal tiszteletére szentelt római katolikus kápolnája 1992-ben épült, Marko Culej varasdi püspök szentelte fel. A kozarevaci Xavéri Szent Ferenc plébánia filiája.

## Oktatás
A településnek 1903 óta van iskolája, mely még az 1930-as években 120 tanulót számlált. A faluban ma a nagypisznicei elemi iskola kihelyezett tagozata működik, melynek a 2017/18-as tanévben mindössze 6 tanulója volt. Az oktatást, mely még a régi iskolaépületben folyik egy tanító végzi.

## Egyesületek
A település önkéntes tűzoltóegyletét 1954-ben alapították, ma mintegy 30 aktív tagot számlál.